# NGC 4504
NGC 4504 је спирална галаксија у сазвежђу Девица која се налази на NGC листи објеката дубоког неба.
Деклинација објекта је - 7° 33' 48" а ректасцензија 12h 32m 17,4s. Привидна величина (магнитуда) објекта NGC 4504 износи 13,2 а фотографска магнитуда 13,9. Налази се на удаљености од 19,5000 милиона парсека од Сунца. NGC 4504 је још познат и под ознакама MCG -1-32-22, IRAS 12296-0717, PGC 41555.